# Awakening the World
Awakening the World è il primo album in studio del gruppo musicale svedese Lost Horizon, pubblicato nel 2001.

## Tracce
1. The Quickening – 1:06
2. Heart of Storm – 6:16
3. Sworn in the Metal Wind – 5:44
4. The Song of Air – 0:59
5. World Through My Fateless Eyes – 5:09
6. Perfect Warrior – 3:56
7. Denial of Fate – 3:39
8. Welcome Back – 5:41
9. The Kingdom of My Will – 9:15
10. The Redintegration – 1:42

## Formazione
- Ethereal Magnanimus – voce
- Transcendental Protagonist – chitarra, tastiere
- Cosmic Antagonist – basso
- Preternatural Transmogrifier – batteria